# Cabañas de Sayago (kommunhuvudort)
Cabañas de Sayago är en kommunhuvudort i Spanien.   Den ligger i provinsen Provincia de Zamora och regionen Kastilien och Leon, i den centrala delen av landet, 200 km nordväst om huvudstaden Madrid. Cabañas de Sayago ligger 794 meter över havet och antalet invånare är 172.
Terrängen runt Cabañas de Sayago är lite kuperad, och sluttar norrut. Runt Cabañas de Sayago är det glesbefolkat, med 9 invånare per kvadratkilometer. Närmaste större samhälle är Zamora, 19,5 km norr om Cabañas de Sayago. Omgivningarna runt Cabañas de Sayago är i huvudsak ett öppet busklandskap.